# Dekaeder
Dekaeder je polieder z desetimi stranskimi ploskvami. Obstaja 32300 topološko različnih dekaedrov. Nobeden med njimi ni pravilen in je tako njihovo ime malo zavajajoče. 
Med tistimi, ki imajo pravilne stranske ploskve so:
- osemstrana prizma (uniformna 8-prizma
- kvadratna antiprizma (uniformna 4-antiprizma)
- kvadratna kupola (Johnsonovo telo 4)
- petstrana bipiramida (Johnsonovo telo 13, 5-bipiramida)
- povečana petstrana prizma (Johnsonovo telo 52).

Z nepravilnimi stranskimi ploskvami so še 
- petstrani trapezoeder (5-trapezoeder dual antiprizme) pogosto se uporablja kot igralna kocka. Znana je tudi kot d10
- eneagonska piramida (9-piramida)